# Šarif Muchammad
Šarif Chamajuni Muchammad (in russo Шариф Хамаюни Мухаммад?; Machačkala, 21 marzo 1990) è un calciatore russo naturalizzato afghano, centrocampista svincolato.

## Biografia
Anche suo fratello Amir è un calciatore.

## Carriera

### Club
Ha esordito con la maglia dell'Anži il 10 luglio 2010, subentrando all'88' a Nicolae Josan, nel corso della partita persa per 1-2 contro la Lokomotiv Mosca. Il 7 aprile 2012 viene inserito per la prima volta nella formazione titolare, in occasione della sfida contro il CSKA Mosca, poi terminata col punteggio di 0-0.

### Nazionale
Pur essendo russo, gioca con la nazionale afghana.

## Statistiche

### Cronologia presenze e reti in nazionale
| Cronologia completa delle presenze e delle reti in nazionale ― Afghanistan | Cronologia completa delle presenze e delle reti in nazionale ― Afghanistan | Cronologia completa delle presenze e delle reti in nazionale ― Afghanistan | Cronologia completa delle presenze e delle reti in nazionale ― Afghanistan | Cronologia completa delle presenze e delle reti in nazionale ― Afghanistan | Cronologia completa delle presenze e delle reti in nazionale ― Afghanistan | Cronologia completa delle presenze e delle reti in nazionale ― Afghanistan | Cronologia completa delle presenze e delle reti in nazionale ― Afghanistan |
| Data                                                                       | Città                                                                      | In casa                                                                    | Risultato                                                                  | Ospiti                                                                     | Competizione                                                               | Reti                                                                       | Note                                                                       |
| -------------------------------------------------------------------------- | -------------------------------------------------------------------------- | -------------------------------------------------------------------------- | -------------------------------------------------------------------------- | -------------------------------------------------------------------------- | -------------------------------------------------------------------------- | -------------------------------------------------------------------------- | -------------------------------------------------------------------------- |
| 10-9-2019                                                                  | Dušanbe                                                                    | Afghanistan                                                                | 1 – 0                                                                      | Bangladesh                                                                 | Qual. Mondiali 2022                                                        | -                                                                          |                                                                            |
| 14-11-2019                                                                 | Dušanbe                                                                    | Afghanistan                                                                | 1 – 1                                                                      | India                                                                      | Qual. Mondiali 2022                                                        | -                                                                          |                                                                            |
| 19-11-2019                                                                 | Dušanbe                                                                    | Afghanistan                                                                | 0 – 1                                                                      | Qatar                                                                      | Qual. Mondiali 2022                                                        | -                                                                          | 77’                                                                        |
| 3-6-2021                                                                   | Doha                                                                       | Bangladesh                                                                 | 1 – 1                                                                      | Afghanistan                                                                | Qual. Mondiali 2022                                                        | -                                                                          | 64’                                                                        |
| 15-6-2021                                                                  | Doha                                                                       | India                                                                      | 1 – 1                                                                      | Afghanistan                                                                | Qual. Mondiali 2022                                                        | -                                                                          |                                                                            |
| 16-11-2021                                                                 | Belek                                                                      | Afghanistan                                                                | 1 – 0                                                                      | Indonesia                                                                  | Amichevole                                                                 | -                                                                          |                                                                            |
| 8-6-2022                                                                   | Calcutta                                                                   | Hong Kong                                                                  | 2 – 1                                                                      | Afghanistan                                                                | Qual. Coppa d'Asia 2023                                                    | -                                                                          |                                                                            |
| 11-6-2022                                                                  | Calcutta                                                                   | Afghanistan                                                                | 1 – 2                                                                      | India                                                                      | Qual. Coppa d'Asia 2023                                                    | -                                                                          | 35’                                                                        |
| Totale                                                                     |                                                                            | Presenze                                                                   | 8                                                                          |                                                                            | Reti                                                                       | 0                                                                          |                                                                            |

## Palmarès

### Club

#### Competizioni nazionali
- Dhivehi Premier League: 1

Maziya: 2019-2020
- I-League: 2

Gokulam Kerala: 2020-2021, 2021-2022